# 오쿠보 이치오

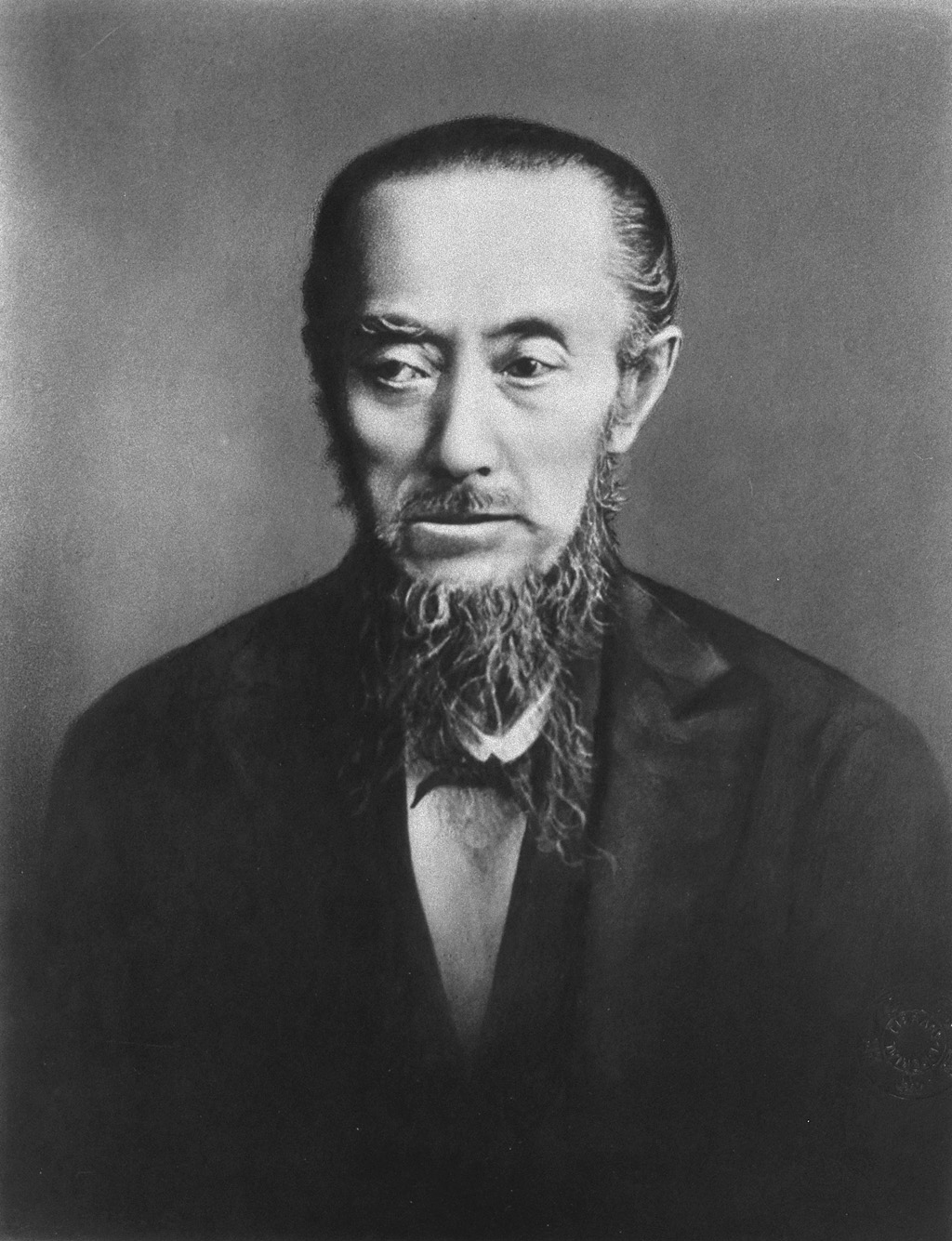
오쿠보 이치오

오쿠보 이치오 / 오쿠보 다다히로(일본어: 大久保 一翁 오오쿠보 이치로[*] / 일본어: 大久保 忠寛 오오쿠보 타다히로[*])는 막말의 막신(幕臣), 메이지 시대의 정치인이다. 도쿄 부지사(東京府知事), 원로원의관(元老院議官) 등을 맡았다. 작위는 자작(子爵).